# Pfafflar
Pfafflar är en kommun i distriktet Reutte i förbundslandet Tyrolen i Österrike.
Kommunen består av två orter (Ortschaften) (inom parentes invånarantal 1 januari 2024):
- Boden (33)
- Bschlabs (64)